# Danny Ainge
Daniel Ray Ainge, detto Danny (Eugene, 17 marzo 1959), è un ex cestista, allenatore di pallacanestro e dirigente sportivo statunitense, oltre che ex giocatore di baseball.
Durante i suoi anni al liceo, Ainge fu l'unica persona ad essere entrato nella miglior squadra liceale americana di basket, football e baseball. Ha poi frequentato la Brigham Young University, dove venne nominato giocatore universitario dell'anno. Dopo gli anni all'università ha iniziato la carriera da professionista nella MLB con i Toronto Blue Jays, per venire poi scelto dai Boston Celtics per giocare nella NBA. Ritiratosi dopo 14 stagioni, divenne capo allenatore dei Phoenix Suns per tre stagioni, incarico che lasciò per diventare il general manager dei Boston Celtics. Il 2 giugno 2021 annuncia il suo addio al ruolo di general manager dei Celtics, mentre il 15 dicembre 2021 viene annunciato nello stesso ruolo dagli Utah Jazz.

## High school e college
Nato a Eugene, nell'Oregon, Ainge frequentò la North Eugene High School, dove giocò sia nella squadra di football, sia in quella di pallacanestro, portando quest'ultima a vincere il campionato statale nel 1976 e nel 1977. Danny Ainge è tuttora l'unica persona ad essere entrato nella miglior squadra liceale americana di basket, football e baseball.
Dopo il diploma si spostò alla Brigham Young University dove militò nella squadra di basket, vincendo numerosi premi e riconoscimenti.

## Carriera

### Baseball
Ainge venne selezionato nel draft amatoriale del 1977 dai Toronto Blue Jays.
Giocatore principalmente da seconda base, giocò anche da terza base e come esterno, ottenendo una media battuta di 0.220 nella sua carriera con 146 battute valide e due fuoricampo in 211 partite.
Fu il più giovane giocatore nella storia dei Blue Jays a battere un fuoricampo, a 20 anni e 77 giorni, superato solo da Vladimir Guerrero Jr. nel 2019.
Dopo tre anni ai Blue Jays, Ainge decise di continuare la sua carriera professionistica nella pallacanestro, dichiarandosi eleggibile al Draft NBA.

### NBA
Ainge venne scelto al Draft NBA 1981 dai Boston Celtics, pagando ai Blue Jays la clausola di uscita dal contratto.
La carriera cestistica di Danny Ainge non iniziò bene, infatti, come riporta Larry Bird nella sua autobiografia, il primo giorno di allenamento tirò 0 su 19, portando il coach Bill Fitch a ironizzare sulla sua percentuale al tiro, inferiore di quella da battitore nella MLB. Nonostante questo inizio titubante, Ainge divenne una pedina fondamentale della squadra che vinse il Titolo NBA nel 1984 e nel 1986.
Ainge venne principalmente conosciuto come giocatore molto duro e dallo stile combattivo. Tra i suoi scontri di gioco si ricorda la partita nei Playoff del 1983 contro Atlanta, in cui venne alle mani con Tree Rollins e fu espulso dalla partita, e quando, da giocatore dei Phoenix Suns, ebbe una discussione a metà campo con Michael Jordan, che costò a entrambi un fallo tecnico.
Nel 1989 Ainge venne ceduto ai Sacramento Kings in cambio di Ed Pinckney e del giovane centro Joe Kleine, che i Celtics videro come il possibile sostituto di Robert Parish. Nel 1990 fu nuovamente scambiato, questa volta con i Portland Trail Blazers, la squadra dell'Oregon. Danny, nativo di quello Stato, fu accolto con gioia dai tifosi, ed egli ricambiò questo calore riservatogli portando i Blazers alle Finali NBA del 1992, dove vennero sconfitti in sei gare dagli invincibili Chicago Bulls di Michael Jordan e Scottie Pippen.
Dopo la stagione 1991-1992 divenne free agent e il primo luglio 1992 firmò con i Phoenix Suns.
Ainge fu subito protagonista, segnando 11,8 punti per partita e i Suns terminarono la stagione con 62 vittorie e 20 sconfitte, numeri che valsero un posto di tutto rispetto nei Playoff.
Ainge anche quell'anno raggiunse le Finali NBA, ma, come l'anno precedente, fu sconfitto dai Bulls in sei partite.
Il 18 gennaio del 1994 divenne il secondo giocatore nella storia dell'NBA ad aver segnato 900 canestri da tre punti.
Nella sua carriera segnò 1002 canestri da tre punti, mise a referto 11964 punti (11,5 punti a partita), 2768 rimbalzi (2,7 a partita) e 4199 assist (4 a partita), in un totale di 1042 partite giocate.
Si ritirò alla fine della stagione 1994-1995, e nel 1999 venne inserito nella Oregon Sports Hall of Fame.

### Allenatore e general manager
Divenne capo allenatore dei Phoenix Suns nel 1996. Questa esperienza durò fino al 1999, quando decise di dare le dimissioni, adducendo come motivazione la necessità di passare più tempo con la sua famiglia. Venne così sostituito dall'assistente allenatore Scott Skiles.
Nel 2003 venne assunto dai Boston Celtics per ricoprire il ruolo di General Manager. Il momento più difficile che dovette affrontare Ainge fu la stagione 2006–07, conclusa dai Celtics con un deludente record di 24 vittorie e 58 sconfitte, la seconda peggior prestazione nella storia della franchigia. Al termine della stagione, Paul Pierce, capitano e bandiera della squadra, espresse la sua frustrazione per il fallimento della squadra, e chiese di essere ceduto ad una squadra in grado di lottare per il titolo, se la dirigenza non fosse stata in grado di aggiungere al roster giocatori di alto livello.
Ainge rispose a queste critiche mettendo a segno due colpi di rilievo, acquisendo Kevin Garnett dai Minnesota Timberwolves e Ray Allen dai Seattle SuperSonics, riportando così i Celtics tra l'élite delle squadre NBA. Assieme a Pierce, questi due giocatori composero il trio denominato "Big Three", e lavorarono assieme per portare i Celtics al miglior record NBA (66 vittorie e 16 sconfitte), mettendo a referto ben 42 vittorie in più rispetto all'anno precedente.
Questo miglioramento valse ad Ainge il premio di NBA Executive of the Year. Al termine di quella stagione i Celtics raggiunsero le Finali NBA, dove affrontarono i Los Angeles Lakers, sconfiggendoli in sei partite e conquistando così il diciassettesimo titolo della franchigia.

## Palmarès

### Giocatore
- NCAA John R. Wooden Award (1981)
- NCAA AP All-America First Team (1981)
- Campionato NBA: 2

Boston Celtics: 1984, 1986
- NBA All-Star (1988)

### General manager
- NBA Executive of the Year (2008)
- Campionato NBA:  2008

## Statistiche

### NBA

#### Regular Season
| Anno       | Squadra             | PG    | PT  | MP   | TC%  | 3P%  | TL%  | RP  | AP  | PRP | SP  | PP   |
| ---------- | ------------------- | ----- | --- | ---- | ---- | ---- | ---- | --- | --- | --- | --- | ---- |
| 1981-1982  | Boston Celtics      | 53    | 1   | 10,6 | 35,7 | 29,4 | 86,2 | 1,1 | 1,6 | 0,7 | 0,1 | 4,1  |
| 1982-1983  | Boston Celtics      | 80    | 76  | 25,6 | 49,6 | 17,2 | 74,2 | 2,7 | 3,1 | 1,4 | 0,1 | 9,9  |
| 1983-1984† | Boston Celtics      | 71    | 3   | 16,3 | 46,0 | 27,3 | 82,1 | 1,6 | 2,3 | 0,6 | 0,1 | 5,4  |
| 1984-1985  | Boston Celtics      | 75    | 73  | 34,2 | 52,9 | 26,8 | 86,8 | 3,6 | 5,3 | 1,6 | 0,1 | 12,9 |
| 1985-1986† | Boston Celtics      | 80    | 78  | 30,1 | 50,4 | 35,6 | 90,4 | 2,9 | 5,1 | 1,2 | 0,1 | 10,7 |
| 1986-1987  | Boston Celtics      | 71    | 66  | 35,2 | 48,6 | 44,3 | 89,7 | 3,4 | 5,6 | 1,4 | 0,2 | 14,8 |
| 1987-1988  | Boston Celtics      | 81    | 81  | 37,3 | 49,1 | 41,5 | 87,8 | 3,1 | 6,2 | 1,4 | 0,2 | 15,7 |
| 1988-1989  | Boston Celtics      | 45    | 28  | 30,0 | 46,0 | 37,4 | 89,1 | 3,4 | 4,8 | 1,2 | 0,0 | 15,9 |
| 1988-1989  | Sacramento Kings    | 28    | 26  | 36,7 | 45,2 | 38,7 | 81,3 | 3,6 | 6,7 | 1,5 | 0,2 | 20,3 |
| 1989-1990  | Sacramento Kings    | 75    | 68  | 36,4 | 43,8 | 37,4 | 83,1 | 4,3 | 6,0 | 1,5 | 0,2 | 17,9 |
| 1990-1991  | Portland T. Blazers | 80    | 0   | 21,4 | 47,2 | 40,6 | 82,6 | 2,6 | 3,6 | 0,8 | 0,2 | 11,1 |
| 1991-1992  | Portland T. Blazers | 81    | 6   | 19,7 | 44,2 | 33,9 | 82,4 | 1,8 | 2,5 | 0,9 | 0,2 | 9,7  |
| 1992-1993  | Phoenix Suns        | 80    | 0   | 27,0 | 46,2 | 40,3 | 84,8 | 2,7 | 3,3 | 0,9 | 0,1 | 11,8 |
| 1993-1994  | Phoenix Suns        | 68    | 1   | 22,9 | 41,7 | 32,8 | 83,0 | 1,9 | 2,6 | 0,8 | 0,1 | 8,9  |
| 1994-1995  | Phoenix Suns        | 74    | 1   | 18,6 | 46,0 | 36,4 | 80,8 | 1,5 | 2,8 | 0,6 | 0,1 | 7,7  |
| Carriera   | Carriera            | 1.042 | 508 | 26,6 | 46,9 | 37,8 | 84,6 | 2,7 | 4,0 | 1,1 | 0,1 | 11,5 |
| All Star   | All Star            | 1     | 0   | 19,0 | 36,4 | 75,0 | 50,0 | 3,0 | 2,0 | 1,0 | 0,0 | 12,0 |

#### Play-off
| Anno     | Squadra             | PG  | PT | MP   | TC%  | 3P%  | TL%  | RP  | AP  | PRP | SP  | PP   |
| -------- | ------------------- | --- | -- | ---- | ---- | ---- | ---- | --- | --- | --- | --- | ---- |
| 1982     | Boston Celtics      | 10  | 0  | 12,9 | 42,2 | 50,0 | 76,9 | 1,3 | 1,1 | 0,2 | 0,1 | 5,0  |
| 1983     | Boston Celtics      | 7   | 7  | 28,7 | 38,9 | 40,0 | 72,7 | 2,0 | 3,6 | 0,7 | 0,1 | 9,4  |
| 1984†    | Boston Celtics      | 19  | 0  | 13,3 | 45,6 | 22,2 | 70,0 | 0,8 | 2,0 | 0,5 | 0,1 | 4,8  |
| 1985     | Boston Celtics      | 21  | 21 | 32,7 | 46,6 | 43,8 | 76,9 | 2,8 | 5,8 | 1,5 | 0,0 | 11,0 |
| 1986†    | Boston Celtics      | 18  | 18 | 36,2 | 55,4 | 41,2 | 86,7 | 4,2 | 5,2 | 2,3 | 0,1 | 15,6 |
| 1987     | Boston Celtics      | 20  | 19 | 38,1 | 48,7 | 43,8 | 86,1 | 2,6 | 4,6 | 1,2 | 0,2 | 14,8 |
| 1988     | Boston Celtics      | 17  | 17 | 39,4 | 38,6 | 32,8 | 88,1 | 3,1 | 6,4 | 0,5 | 0,1 | 11,6 |
| 1991     | Portland T. Blazers | 16  | 0  | 17,3 | 44,8 | 30,6 | 82,1 | 1,8 | 1,9 | 0,8 | 0,2 | 8,0  |
| 1992     | Portland T. Blazers | 21  | 0  | 21,4 | 47,9 | 40,4 | 83,0 | 1,9 | 2,3 | 0,7 | 0,0 | 10,6 |
| 1993     | Phoenix Suns        | 24  | 0  | 24,6 | 37,6 | 41,3 | 87,2 | 2,5 | 2,3 | 0,5 | 0,1 | 8,1  |
| 1994     | Phoenix Suns        | 10  | 0  | 23,0 | 45,8 | 42,5 | 71,4 | 2,3 | 2,1 | 0,6 | 0,1 | 8,6  |
| 1995     | Phoenix Suns        | 10  | 0  | 13,7 | 50,0 | 46,2 | 90,9 | 1,0 | 1,0 | 0,5 | 0,0 | 6,0  |
| Carriera | Carriera            | 193 | 82 | 26,1 | 45,6 | 39,7 | 82,9 | 2,3 | 3,4 | 0,9 | 0,1 | 9,9  |